# 51178 Geraintjones
51178 Geraintjones è un asteroide della fascia principale. Scoperto nel 2000, presenta un'orbita caratterizzata da un semiasse maggiore pari a 3,9625295 au e da un'eccentricità di 0,2349020, inclinata di 10,05699° rispetto all'eclittica.